# Diplocoelus costulatus
Diplocoelus costulatus is een keversoort uit de familie houtskoolzwamkevers (Biphyllidae). De wetenschappelijke naam van de soort werd in 1863 gepubliceerd door Auguste Chevrolat.